# Єлань-Коленовський
Єлань-Коленовський (рос. Елань-Коленовский) — робітниче селище у Новохоперському районі Воронезької області Російської Федерації.
Населення становить 3570 осіб. Входить до складу муніципального утворення Єлань-Коленовське міське поселення.

## Історія
Населений пункт розташований у історичному регіоні Чорнозем'я. Від 1928 року належить до Новохоперського району, спочатку в складі Центрально-Чорноземної області, а від 1934 року — Воронезької області.
Згідно із законом від 15 жовтня 2004 року входить до складу муніципального утворення Єлань-Коленовське міське поселення.

## Населення
| 1959  | 1970  | 1979  | 1989  | 2002  | 2009  | 2010  |
| ----- | ----- | ----- | ----- | ----- | ----- | ----- |
| 6969  | ↘6737 | ↘5816 | ↘5085 | ↘4170 | ↘3437 | ↗3916 |
| 2012  | 2013  | 2014  | 2015  | 2016  | 2017  | 2018  |
| ↘3829 | ↘3775 | ↘3706 | ↘3635 | ↘3547 | ↘3534 | ↗3570 |